# لیمنا
لیمنا (به ایتالیایی: Limena) یک کومونه در ایتالیا است که در استان پادووا واقع شده‌است.

## خصوصیات
لیمنا ۱۵٫۰ کیلومترمربع مساحت و ۷٬۱۴۸ نفر جمعیت دارد.